# Kai Langerfeld
Kai Langerfeld (North Vancouver, 5 de julio de 1987) es un deportista canadiense que compitió en remo.
Ganó una medalla de bronce en el Campeonato Mundial de Remo de 2012, en la prueba de dos con timonel. Participó en dos Juegos Olímpicos de Verano, ocupando el sexto lugar en Río de Janeiro 2016 (cuatro sin timonel) y el cuarto en Tokio 2020 (dos sin timonel).

## Palmarés internacional
| Campeonato Mundial | Campeonato Mundial | Campeonato Mundial | Campeonato Mundial |
| Año                | Lugar              | Medalla            | Prueba             |
| ------------------ | ------------------ | ------------------ | ------------------ |
| 2012               | Plovdiv (Bulgaria) | Medalla de bronce  | Dos con timonel    |